# 塞尔哈特·巴尔哲
塞尔哈特·巴尔哲（土耳其語：Serhat Balcı，1982年3月15日—），土耳其男子摔跤运动员。他曾代表土耳其参加世界摔跤锦标赛，获得一枚银牌和一枚铜牌。他也曾参加2008年和2012年夏季奥林匹克运动会。